# Samtgemeinde Bevensen
La comunità amministrativa di Bevensen (Samtgemeinde Bevensen) si trovava nel circondario di Uelzen nella Bassa Sassonia, in Germania. 
Dal 1º novembre 2011 è stata inglobata nella nuova Samtgemeinde Bevensen-Ebstorf cessando di esistere come unità autonoma.

## Suddivisione
Comprendeva 8 comuni:
1. Altenmedingen
2. Bad Bevensen (città)
3. Barum
4. Emmendorf
5. Himbergen
6. Jelmstorf
7. Römstedt
8. Weste

Il capoluogo era Bad Bevensen.